# Aah-Hotep II
Aah-Hotep II fou una reina de l'Egipte, germana i esposa d'Amenofis I, un dels faraons de la XVIII dinastia egípcia. Va viure entre 1525 i 1504 aC (dates aproximades).
Era filla del fundador de la dinastia, Amosis I, i de la reina Amosis-Nefertari. El seu nom significa 'la Lluna està satisfeta' (en una al·lusió al déu lunar Thoth), que comparteix amb la seva àvia, la reina Aah-Hotep I.
Durant algun temps existí un misteri al voltant d'aquesta reina. Tot i que els registres reials fan referència a ella com a "filla de rei, esposa de rei, mare de rei", no es coneixia qui era el fill seu que havia regnat. El 1918, fou descobert el cos d'un nadó de sexe masculí a Deir el-Bahari, que fou identificat como el príncep Amenemhat, fill d'Aah-Hotep II i d'Amenofis I, que hauria sigut el príncep hereu i que va morir quan tenia un o dos anys, deixant el tron a Tuthmosis I. Se sap que el seu túmul fou violat en temps de la dinastia XX, i el seu cos fou trobat en uns turons propers pels sacerdots del déu Ammon. Aquests sacerdots varen tornar a sepultar-lo junt amb Amosis-Meritamon, l'altra germana i gran esposa reial d'Amenofis, la qual tomba també havia sigut saquejada.
Aah-Hotep fou inhumada a la necròpoli reial de Tebes, i la seva mòmia fou descoberta per Auguste Mariette l'any 1859. Estava en un fèretre de cedre coberta de moltes joies, entre les quals es van trobar braçalets, anells, un collar, un mirall, una diadema, un ventall i un pectoral d'or. S'hi conserva al Museu d'Antiguitats Egípcies.